# Bryan Zaragoza
Bryan Zaragoza Martínez (Málaga, 9 september 2001) is een Spaans voetballer die doorgaans speelt als vleugelspeler. In juli 2024 verruilde hij Granada voor Bayern München. Zaragoza maakte in 2023 zijn debuut in het Spaans voetbalelftal.

## Clubcarrière
Zaragoza speelde in de jeugd van Tiro Pichón en Conejito Málaga, voordat hij in 2019 opgenomen werd in de opleiding van Granada. Hier tekende hij een jaar later zijn eerste profcontract, waarna hij op huurbasis gestald werd bij El Ejido. Na zijn terugkeer ging hij in het belofteteam spelen, al mocht hij in de Copa del Rey wel zijn debuut in het eerste elftal maken, toen op 30 november 2021 met 7–0 gewonnen werd van Laguna de Tenerife. Zijn competitiedebuut volgde het seizoen erop, in de Segunda División. Op 12 september 2022 werd met 4–0 verloren van Eibar door doelpunten van Matheus Pereira, Álvaro Tejero, Stoichkov en Jon Bautista. Zaragoza mocht van coach Aitor Karanka na tweeënzeventig minuten invallen voor Myrto Uzini.
Zijn eerste doelpunt in het eerste elftal maakte Zaragoza op 18 november 2022, thuis tegen Albacete. Na treffers van José María Callejón en Ricard Sánchez zorgde de vleugelspeler voor de derde goal, waarna een eigen doelpunt van Cristian Glauder de uitslag bepaalde op 4–0. Gedurende het seizoen 2022/23 speelde Zaragoza vierendertig competitiewedstrijden met daarin vijf doelpunten en Granada keerde als kampioen terug naar de Primera División.
In december 2023 maakte Bayern München bekend de Spanjaard te hebben overgenomen voor het seizoen 2024/25 voor een bedrag van circa vijftien miljoen euro. In Duitsland zette hij zijn handtekening onder een verbintenis voor de duur van vijf seizoenen, ingaande per juli 2024. Door een blessure van Kingsley Coman wilde Bayern hem al in de maand erna naar München halen. Uiteindelijk werd hij tot het einde van het seizoen op huurbasis overgenomen. Na een half seizoen met daarin zeven officiële optredens werd Zaragoza in augustus 2024 verhuurd aan Osasuna. Het jaar erop huurde opnieuw een Spaanse club hem, nu was het Celta de Vigo.

## Clubstatistieken
| Seizoen | Club             | Competitie         | Competitie | Competitie | Beker | Beker | Internationaal | Internationaal | Totaal | Totaal |
| Seizoen | Club             | Competitie         | Wed.       | Dlp.       | Wed.  | Dlp.  | Wed.           | Dlp.           | Wed.   | Dlp.   |
| ------- | ---------------- | ------------------ | ---------- | ---------- | ----- | ----- | -------------- | -------------- | ------ | ------ |
| 2019/20 | Granada          | Primera División   | 0          | 0          | 0     | 0     | —              | —              | 0      | 0      |
| 2020/21 | → El Ejido       | Primera Federación | 15         | 1          | 0     | 0     | —              | —              | 15     | 1      |
| 2021/22 | Granada B        | Segunda Federación | 33         | 7          | —     | —     | —              | —              | 33     | 7      |
| 2021/22 | Granada          | Primera División   | 0          | 0          | 1     | 0     | —              | —              | 1      | 0      |
| 2022/23 | Granada          | Segunda División   | 34         | 5          | 2     | 0     | —              | —              | 36     | 5      |
| 2023/24 | Granada          | Primera División   | 21         | 6          | 0     | 0     | —              | —              | 21     | 6      |
| 2023/24 | → Bayern München | Bundesliga         | 7          | 0          | 0     | 0     | 0              | 0              | 7      | 0      |
| 2024/25 | Bayern München   | Bundesliga         | —          | —          | —     | —     | —              | —              | —      | —      |
| 2024/25 | → Osasuna        | Primera División   | 27         | 1          | 1     | 0     | —              | —              | 28     | 1      |
| 2025/26 | → Celta de Vigo  | Primera División   | 0          | 0          | 0     | 0     | —              | —              | 0      | 0      |
| Totaal  | Totaal           | Totaal             | 144        | 20         | 4     | 0     | 0              | 0              | 148    | 20     |

Bijgewerkt op 14 augustus 2025.

## Interlandcarrière
Zaragoza maakte zijn debuut in het Spaans voetbalelftal op 13 oktober 2023, toen met 2–0 gewonnen werd van Schotland in een kwalificatiewedstrijd voor het EK 2024 door doelpunten van Álvaro Morata en mededebutant Oihan Sancet (Athletic Bilbao). Zaragoza moest van bondscoach Luis de la Fuente op de reservebank beginnen en hij viel in de rust in voor Mikel Oyarzabal. De andere Spaanse debutant dit duel was Fran García (Real Madrid). Zijn eerste doelpunt maakte Zaragoza tijdens zijn derde optreden in de nationale ploeg, op 18 november 2024. Thuis tegen Zwitserland viel hij in de tweede helft in voor Yeremi Pino. Later in de blessure werd een overtreding op hem gemaakt, waardoor een strafschop volgde. Deze benutte hij zelf, waardoor hij tekende voor de Spaanse zege: 3–2.
| Interlands van Bryan Zaragoza voor Spanje | Interlands van Bryan Zaragoza voor Spanje | Interlands van Bryan Zaragoza voor Spanje | Interlands van Bryan Zaragoza voor Spanje | Interlands van Bryan Zaragoza voor Spanje | Interlands van Bryan Zaragoza voor Spanje | Interlands van Bryan Zaragoza voor Spanje |
| №                                         | Datum                                     | Wedstrijd                                 | Uitslag                                   | Competitie                                | Goals                                     |                                           |
| Als speler bij Granada                    | Als speler bij Granada                    | Als speler bij Granada                    | Als speler bij Granada                    | Als speler bij Granada                    | Als speler bij Granada                    | Als speler bij Granada                    |
| ----------------------------------------- | ----------------------------------------- | ----------------------------------------- | ----------------------------------------- | ----------------------------------------- | ----------------------------------------- | ----------------------------------------- |
| 1                                         | 12 oktober 2023                           | Spanje – Schotland                        | 2 – 0                                     | EK 2024 kwalificatie                      |                                           |                                           |
| Als speler bij Osasuna                    |                                           |                                           |                                           |                                           |                                           |                                           |
| 2                                         | 15 oktober 2024                           | Spanje – Servië                           | 3 – 0                                     | Nations League 2024/25                    |                                           |                                           |
| 3                                         | 18 november 2024                          | Spanje – Zwitserland                      | 3 – 2                                     | Nations League 2024/25                    | 90+3' (pen.)                              |                                           |

Bijgewerkt op 14 augustus 2025.

## Erelijst
| Segunda División | 1 | 2022/23 |